# Kapu Kuialua
 For alternative betydninger, se Lua.
Kapu Kuialua eller lua er den kongelige kampkunst på Hawaii. Den har været forbeholdt kongefamilien og sikkerhedsstyrkerne siden 1840'erne, da den blev forbudt. Der er divergerende forklaringer på oprindelsen, men den synes at stamme fra 1700-tallet.
Der anvendes våbenløse teknikker såvel som våbenteknikker. Våbnene dækker
- Ma'a & pohaku – stenslynge
- Ko'oko'o – mandshøj stav
- Ka'ane – stranguleringsstreng
- Pâhoa – kniv med én æg
- Maka Pâhoa – tveægget kniv
- Newa – kølle
- Pâlua Pu'ili – dobbelt kølle
- Lei-o-mano – et våben med en skarp hajtand